# Open Isla de Lanzarote 2008
L'Open Isla de Lanzarote 2008 è stato un torneo di tennis facente parte della categoria ATP Challenger Series nell'ambito dell'ATP Challenger Series 2008. Il torneo si è giocato a Lanzarote in Spagna dal 28 aprile al 4 maggio 2008 su campi in cemento e aveva un montepremi di $50 000+H.

## Vincitori

### Singolare
Stéphane Bohli ha battuto in finale  Lu Yen-hsun con il punteggio di 6–3 6–4

### Doppio
Rik De Voesti /  Łukasz Kubot hanno battuto in finale  Gilles Müller /  Aisam-ul-Haq Qureshi con il punteggio di 6–2 7–6(2)